# Bianca (film, 1983)
Pour les articles homonymes, voir Bianca.
Pour plus de détails, voir Fiche technique et Distribution.
Bianca est un film italien réalisé par Nanni Moretti sorti en 1983. L'histoire mêle drame sentimental et comédie. 
Le personnage du psychologue est joué par Luigi Moretti, père du réalisateur.
Le film suit Michele Apicella, professeur de mathématiques, qui a une curieuse manie : épier de sa terrasse tous ses voisins et les mettre en fiche. Il s'intéresse plus particulièrement à Bianca, adorable professeur de français. Quand une série de meurtres se produit autour de lui, Michele devient le suspect idéal.

## Synopsis
Le jeune professeur de mathématiques, s'installe dans sa nouvelle maison à Rome et fait la connaissance de ses voisins : Massimiliano et Aurora, un jeune couple aux prises avec des problèmes quotidiens, et Siro, un vieil homme qui aime les femmes et la belle vie.
Michele vit seul avec ses manies et phobies : hygiéniste à l'excès, perfectionniste, observateur presque obsessionnel de la réalité et des gens qui l'entourent, scrutateur de la vie des autres qu'il juge jusqu'aux paires de chaussures. Il enseigne à l'école Marilyn Monroe, un établissement expérimental surréaliste dont les élèves très studieux ont un comportement irréprochable, équipé d'un bar, de flippers et de machines à sous pour les professeurs. La photo du président de la République est remplacée par celle du joueur de foot italien Dino Zoff, les professeurs donnent des cours sur le chanteur communiste Gino Paoli et ont un psychologue à leur disposition.
Pendant son temps libre, Michele s'adonne à sa passion : observer le comportement de ses amis, surtout des couples et faire une sorte d'enquête obsessionnelle dont il consigne les résultats sur des fiches conservées dans des cartons d'archive. 
Entre-temps, des meurtres étranges ont lieu, impliquant certains de ses amis et voisins, et le commissaire chargé de l'enquête commence à s'intéresser au professeur, qui devient de plus en plus névrosé et obsessionnel. Michele entame une relation amoureuse avec Bianca, la nouvelle professeure de français de l'école, mais, comme il le dit, « il n'est pas habitué au bonheur » et, par crainte des troubles qui pourraient bouleverser sa vie, il décide de mettre fin à cette relation.

## Fiche technique
- Titre : Bianca
- Titre original : Bianca
- Réalisation :  Nanni Moretti
- Scénario : Nanni Moretti, Sandro Petraglia
- Production : Achille Manzotti, Faso Film/Rete Italia
- Musique : Franco Piersanti
- Photographie : Luciano Tovoli
- Montage : Mirco Garrone
- Décors : Giorgio Luppi et Marco Luppi
- Costumière : Lia Morandini
- Son : Franco Borni
- Pays d'origine :  Italie
- Genre : Comédie Dramatique
- Durée : 96 minutes

## Distribution
- Nanni Moretti : Michele Apicella
- Laura Morante : Bianca
- Claudio Bigagli : Ignazio
- Roberto Vezzosi : le commissaire
- Remo Remotti : Siro Siri
- Enrica Maria Modugno : Aurora
- Vincenzo Salemme : Massimiliano
- Luigi Moretti : le psychologue

## Distinctions
- 1984 - David di Donatello
  - Nomination au meilleur scénario, remporté par Federico Fellini.
  - Nomination au meilleur acteur pour Nanni Moretti, remporté finalement par Giancarlo Giannini.
  - Nomination à la meilleure actrice pour Laura Morante, remporté finalement par Lina Sastri.
- 1984 - Ruban d'argent
  - Nomination pour le réalisateur du meilleur film, remporté finalement par Federico Fellini et Pupi Avati.